# Jean-François Richet
Jean-François Richet (ur. 2 lipca 1966 w Paryżu) – francuski reżyser i scenarzysta filmowy, tworzący głównie kryminały i filmy akcji. Jego pierwszym głośnym tytułem był Atak na posterunek (2005). Laureat Cezara dla najlepszego reżysera za dwuczęściową opowieść o życiu gangstera Jacques'a Mesrine'a Wróg publiczny numer jeden, część I i Wróg publiczny numer jeden, część II (2008).